# Lester-MG
Lester-MG war eine britische Automarke.

## Markengeschichte
Harry Lester begann 1949 in seinem gleichnamigen Unternehmen in Knebworth mit der Produktion von Automobilen. Der Markenname lautete Lester-MG. 1949 erfolgte der Umzug nach Thatcham und 1951 eine Umfirmierung in Lester Cars (1951) Ltd. 1954 übernahm The Monkey Stable aus London die Produktion und setzte sie bis 1955 fort. Insgesamt entstanden etwa 20 Exemplare.

## Fahrzeuge
Die Fahrzeuge waren für Clubrennen vorgesehen, doch erhielten sie auch eine Straßenzulassung. Die Basis bildete ein von Lester entworfener Rahmen, auf den eine offene zweisitzige Karosserie montiert wurde. Getunte Motoren von MG trieben die Fahrzeuge an. Je nach Rennklasse wurde der Hubraum von ursprünglich 1250 cm³ auf 1087 cm³ reduziert oder auf 1467 cm³ erhöht. 1955 gab es noch Pläne für ein Coupé mit einer Karosserie aus Fiberglas und einem Motor von Coventry Climax.
Das Auktionshaus Brooks versteigerte am 20. Juni 1997 das Fahrzeug mit dem britischen Kennzeichen 140 AHK für 11.500 Pfund. H & H bot am 1. März 2007 das Fahrzeug mit dem Kennzeichen HS 8860 auf einer Auktion an, verkaufte es allerdings nicht. Bonhams versteigerte am 15. September 2012 ein Coupé mit dem Kennzeichen GUO 209 für 25.217 Euro. Anschließend bot ein amerikanischer Oldtimerhändler das gleiche Fahrzeug für 57.500 US-Dollar an.